# مانوئل اودریا
مانوئل اودریا (انگلیسی: Manuel A. Odría؛ ۲۶ نوامبر ۱۸۹۶ – ۱۸ فوریهٔ ۱۹۷۴) یک سیاست‌مدار اهل پرو و دو دوره از نوامبر ۱۹۴۸ تا ژوئن ۱۹۵۰ و از ژوئیه ۱۹۵۰ تا ژوئیه ۱۹۵۶ رئیس‌جمهور این کشور بود.